# Ólom(II)-szulfát
Az ólom(II)-szulfát (PbSO4) egy szervetlen vegyület, az ólom kénsavas sója. Fehér színű, kristályos por. Vízben alig oldódik. Híg savak sem oldják, de nátrium- vagy kálium-hidroxid-oldatban feloldódik. Oldja a tömény kénsav is, ekkor ólom-hidrogén-szulfáttá alakul.

## Kémiai tulajdonságai
Ha magas hőmérsékletre hevítik, elbomlik. A bomlásának termékei: kén-trioxid és ólom(II)-oxid. Magasabb hőmérsékleten a hidrogén és a szén-monoxid redukálja.

## Előfordulása
A természetben az anglezit nevű ásványként fordul elő. Ez az ásvány rombos szerkezetű kristályokat alkot. Az anglezitet ólom és ólomvegyületek előállításának céljából bányásszák.
Ólom(II)-szulfát keletkezik az ólomakkumulátorokban is.

## Előállítása
Az ólom(II)-szulfátot ólom(II)-nitrátból állítják elő híg kénsav vagy valamilyen szulfát hozzáadásával. Az előállítása nátrium-szulfáttal:
{\displaystyle \mathrm {Pb(NO_{3})_{2}+Na_{2}SO_{4}\rightarrow PbSO_{4}+2\ NaNO_{3}} }

## Felhasználása
Az ólom(II)-szulfátot pigmentként használják fehér festékek gyártásakor. Mérgező hatása miatt azonban nem használható belső festésre. Hátránya, hogy a levegőben található kén-hidrogén hatására ólom-szulfiddá alakul, megbarnul. Felhasználják még ólomüveg készítésére is.